# トミー・スミス (1990年生のサッカー選手)
トミー・スミス（Tommy Smith 、1990年3月31日 - ）は、イングランド・マックルズフィールド出身のサッカー選手。ポジションはDF。ニュージーランド代表。

## 経歴

### クラブ
2007年にイプスウィッチ・タウンFCでプロデビュー。2018年1月22日、メジャーリーグサッカーのコロラド・ラピッズに移籍した。
2020年2月21日、2019-20シーズン終了までの契約でサンダーランドAFCにフリーで加入した。

### 代表
当初は出生地のイングランド代表に選出されていた。
2010 FIFAワールドカップ・オセアニア予選の結果、ニュージーランド代表が出場権を確保したことでニュージーランド代表への変更を決意。2010年3月、アメリカ・ロサンゼルスで開催されたメキシコ代表とのフレンドリーマッチでニュージーランド代表初出場を飾った。2010 FIFAワールドカップ登録メンバー23人にも無事選ばれ、グループステージ全試合に出場した。
2012年5月のエルサルバドル戦では史上最年少でキャプテンを務めた。6月の2014 FIFAワールドカップ・オセアニア予選・フィジー戦で初ゴール。

## 代表歴

### 出場大会
- U-17イングランド代表
  - 2007 FIFA U-17ワールドカップ
- U-18イングランド代表
- ニュージーランド代表
  - 2010 FIFAワールドカップ
  - OFCネイションズカップ2012
  - 2012年ロンドン五輪
  - FIFAコンフェデレーションズカップ2017

### 試合数
- 国際Aマッチ 51試合 2得点（2010年-）[11]

| ニュージーランド代表 | 国際Aマッチ | 国際Aマッチ |
| 年                   | 出場        | 得点        |
| -------------------- | ----------- | ----------- |
| 2010                 | 7           | 0           |
| 2011                 | 1           | 0           |
| 2012                 | 13          | 1           |
| 2013                 | 6           | 1           |
| 2014                 | 2           | 0           |
| 2015                 | 0           | 0           |
| 2016                 | 0           | 0           |
| 2017                 | 7           | 0           |
| 2018                 | 0           | 0           |
| 2019                 | 2           | 0           |
| 2020                 | 0           | 0           |
| 2021                 | 3           | 0           |
| 2022                 | 8           | 0           |
| 2023                 | 2           | 0           |
| 2024                 |             |             |
| 通算                 | 51          | 2           |